# Мария Баденская (1834—1899)
Мария Амелия Баденская (нем. Maria Amelia von Baden; 20 ноября 1834, дворец Карлсруэ, Баден — 21 ноября 1899, Вальдлайнинген) — принцесса Баденская из династии Церингенов, в браке — княгиня Лейнингенская, супруга принца Эрнста Леопольда.

## Биография
Принцесса Мария Амелия родилась в семье правящего Великого герцога Баденского Леопольда и его супруги шведской принцессы Софии. По матери приходила внучкой бывшему королю Швеции и Норвегии Густаву IV Адольфу и Фредерике Баденской. Мать принцессы приходилась племянницей отцу. Всего в семье было восемь детей, среди которых Леопольд, Великий герцог Баденский в 1852—1856 годах, Фридрих, Великий герцог Баденский в 1856—1907 годах, а также Цецилия, в православии Великая княгиня Ольга Фёдоровна, супруга брата императора Александра II Великого князя Михаила Николаевича.
11 сентября 1858 года принцесса Мария вышла замуж за немецкого князя Эрнста Леопольда Лейнингенского. Свадьба состоялась в Карлсруэ. Бабушкой Эрнста Леопольда по отцовской линии была принцесса Виктория Саксен-Кобург-Заальфельдская, мать британской королевы Виктории. В семье родилось двое детей:
- Альберта (1863—1901) — умерла незамужней, детей не имела;
- Эмих (1866—1939) — стал 5-м князем Лейнингенским после смерти отца в 1904 году, женился на принцессе Феодоре Гогенлоэ-Лангенбурской, имел пятеро детей.

Умерла принцесса Мария 21 ноября 1899 года в возрасте 65 лет.